# 美滿婚姻
《美滿婚姻》（英語：A Good Marriage）是一部由史蒂芬·金於2010年所著的中篇小說，收錄在中篇小說集《暗夜無星》內。此小說於2014年被改編成同名電影《A Good Marriage》，由鍾·艾倫飾演女主角。

## 故事簡介
妲希和巴勃結婚已經25年，妲希一直以為自己有一段美滿婚姻。直到有一天，在巴勃出差時，妲希在家中的車庫發現了一個神秘的木箱，內裡裝滿了十多年來死於連環兇手案的死者的個人物品，妲希因此懷疑巴勃。妲希上網調查連環兇殺案，誰知道巴勃突然提早回家，知悉了妲希的懷疑。巴勃告訴妲希，小時候有一個一起幹壞事的朋友被車撞死了，巴勃心中的魔鬼便蘇醒了。巴勃答應妲希從此收手，只是妲希始終接受不了，在往後的一個聖誕，妲希佈局成意外般殺了巴勃。巴勃死後，一位調查連環兇殺案多年的偵探上門，知道是妲希殺了是連環殺手的巴勃，但這位偵探還是決定放過妲希。